# Arlau
L'Arlau (danès:  Arlå) és un riu a Slesvig-Holstein (Alemanya).

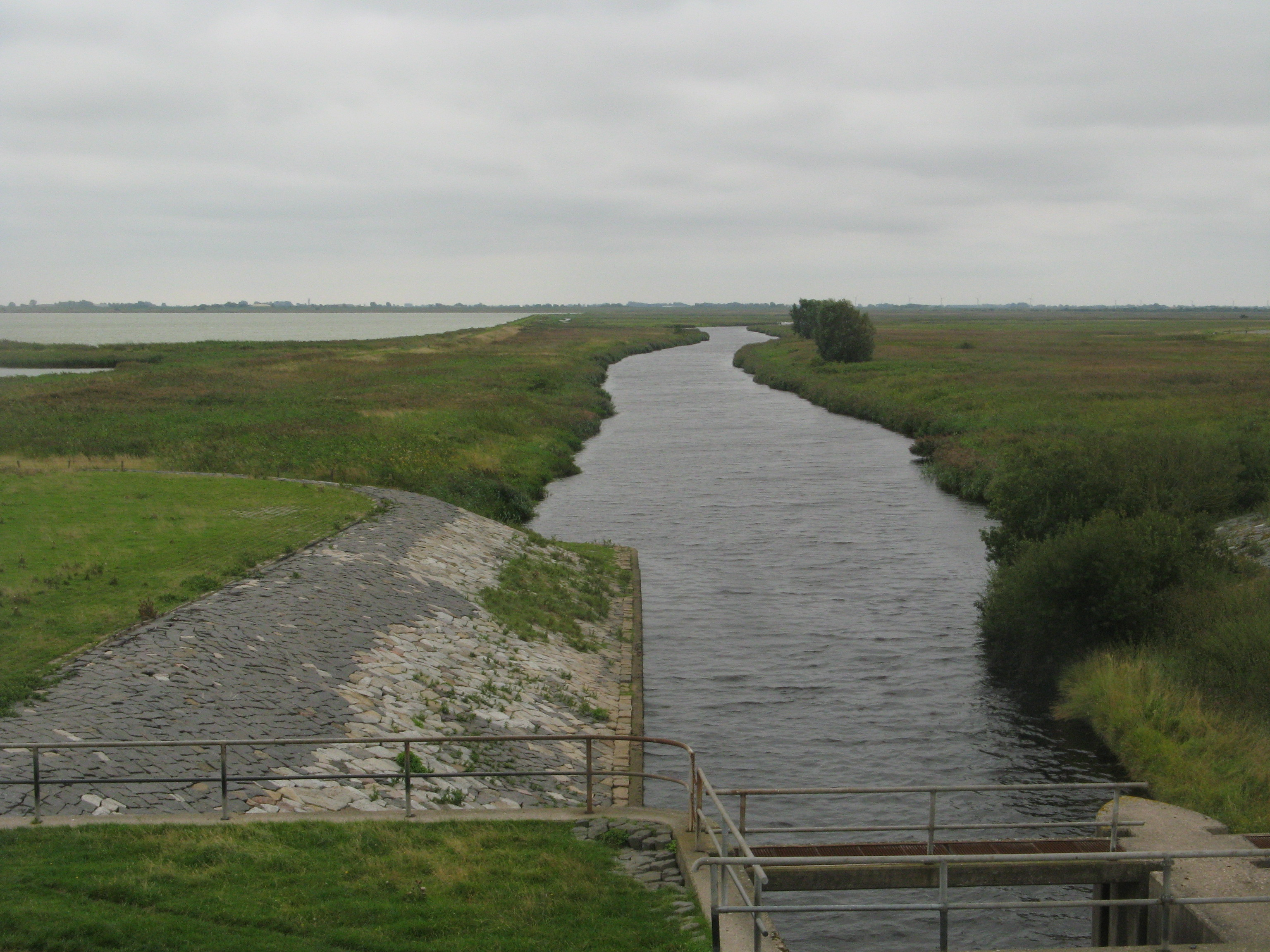
El riu aprob de la seva embocadura al Beltringharder Koog

El riu neix als prats humits al sud de Sollwitt i desemboca al Mar del Nord a una resclosa de desguàs al pòlder del Beltringharder Koog entre Nordstrand i Hattstedter Marsch. La desembocadura al Mar del Nord està regulada per una resclosa i una llarga bassa al Beltringsharder Koog. Aquestes instal·lacions protegeixen el país interior molt baixa també contre les marejades. Gràcies a la bassa, l'estació de bombatge que hi havia antigament a la vella resclosa, va esdevenir innecessària.
A l'edifici de l'antiga estació de bombatge es troba probablement el més petit museu de ciències naturals del nord de l'Alemanya. S'hi troba informació sobre la fauna i la flora dels pòlders i de la plana de marea.

## Afluents
- Ostenau
- Grenzau
- Imme

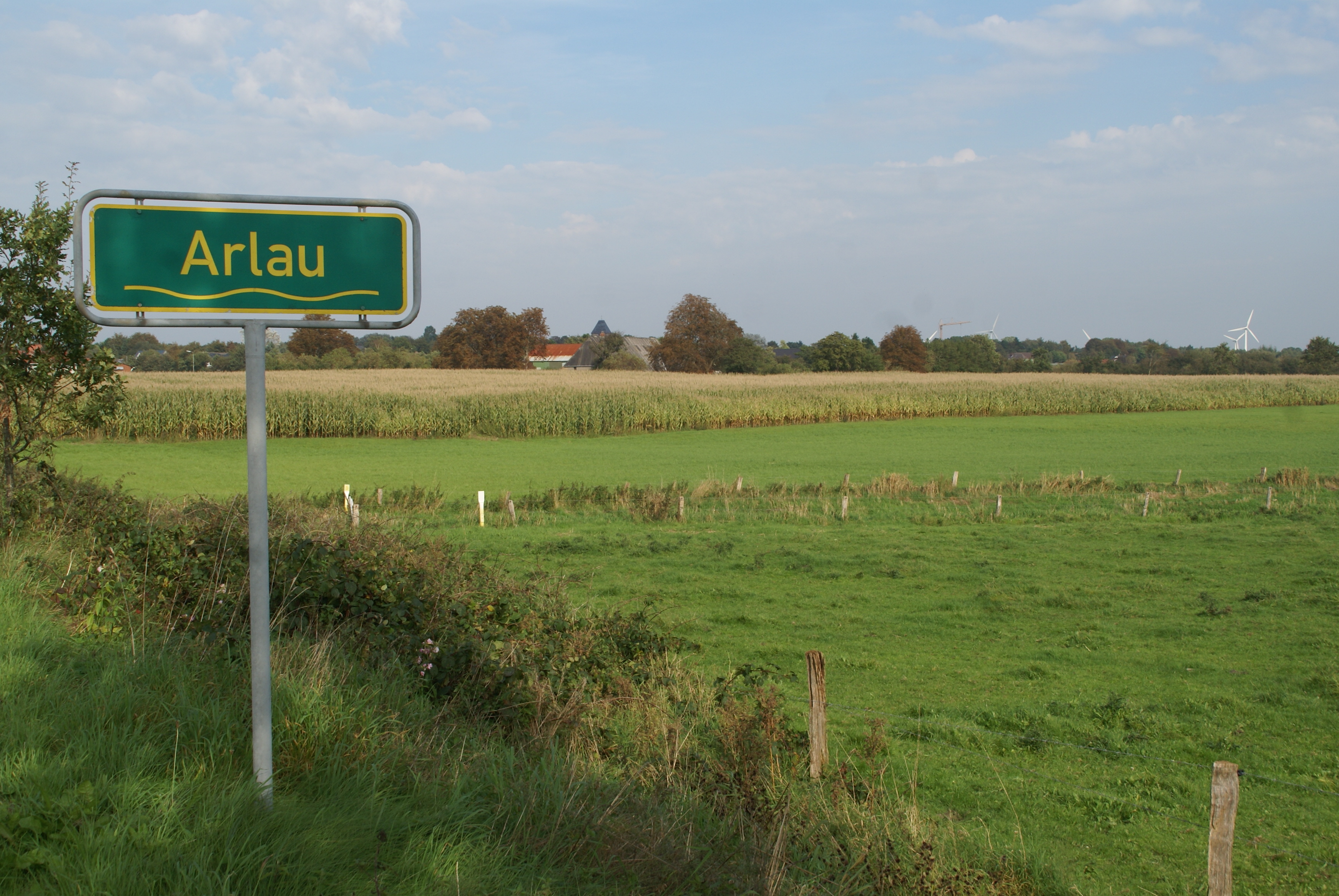
La vall de l'Arlau a Viöl
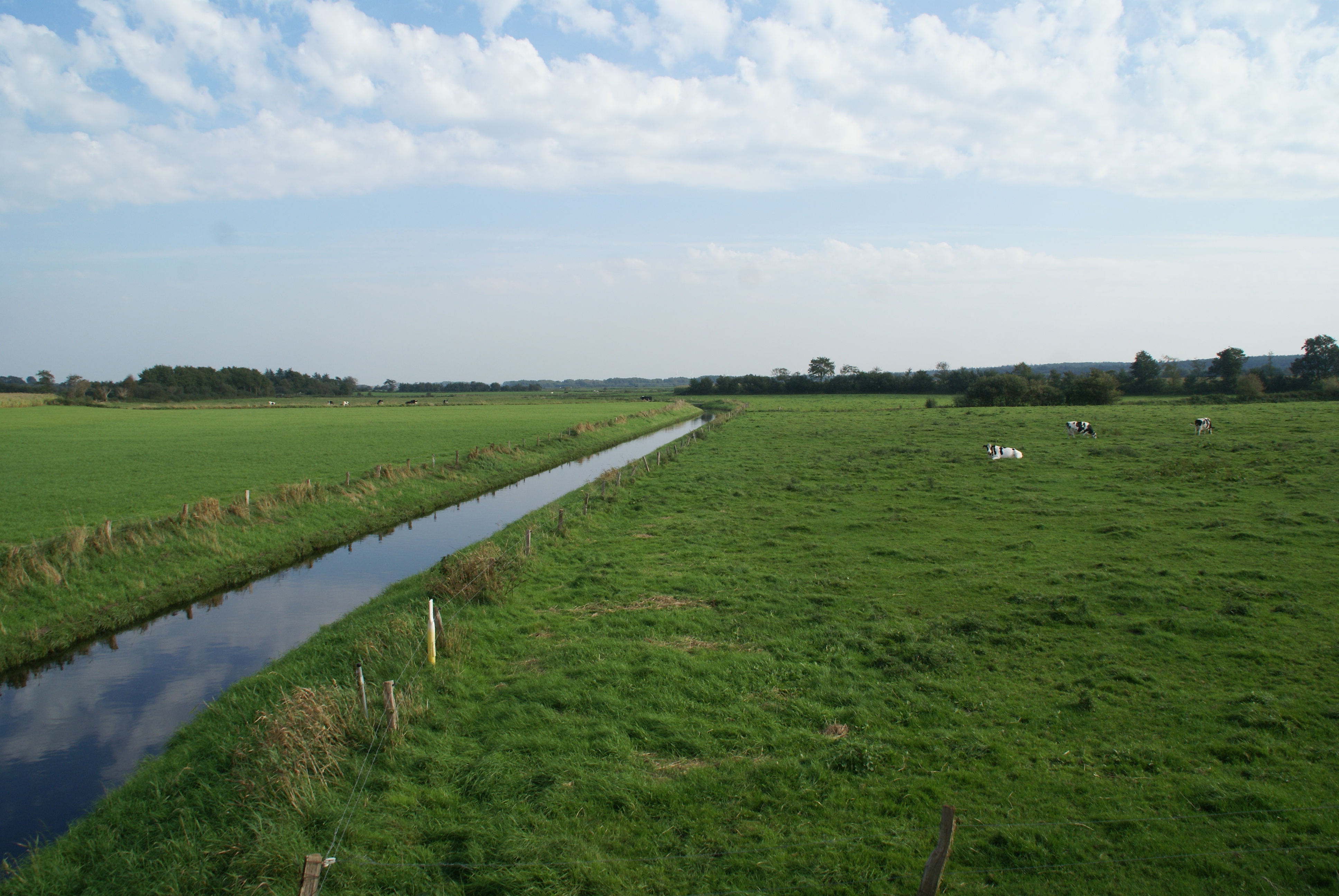
L'Arlau canalitzat a prop de Viöl
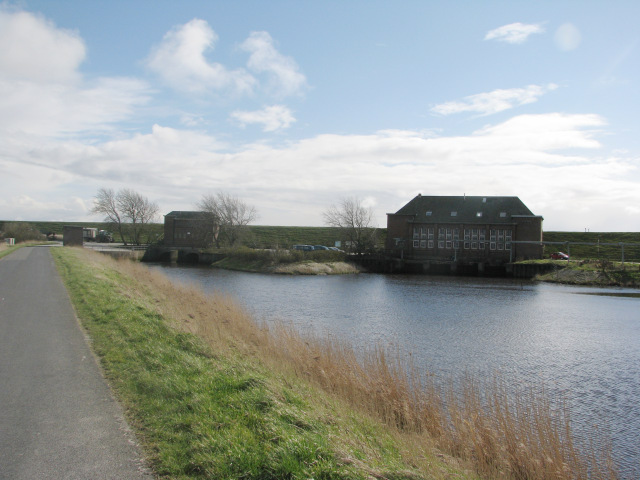
L'antiga resclosa i estació de bombatge, actual museu
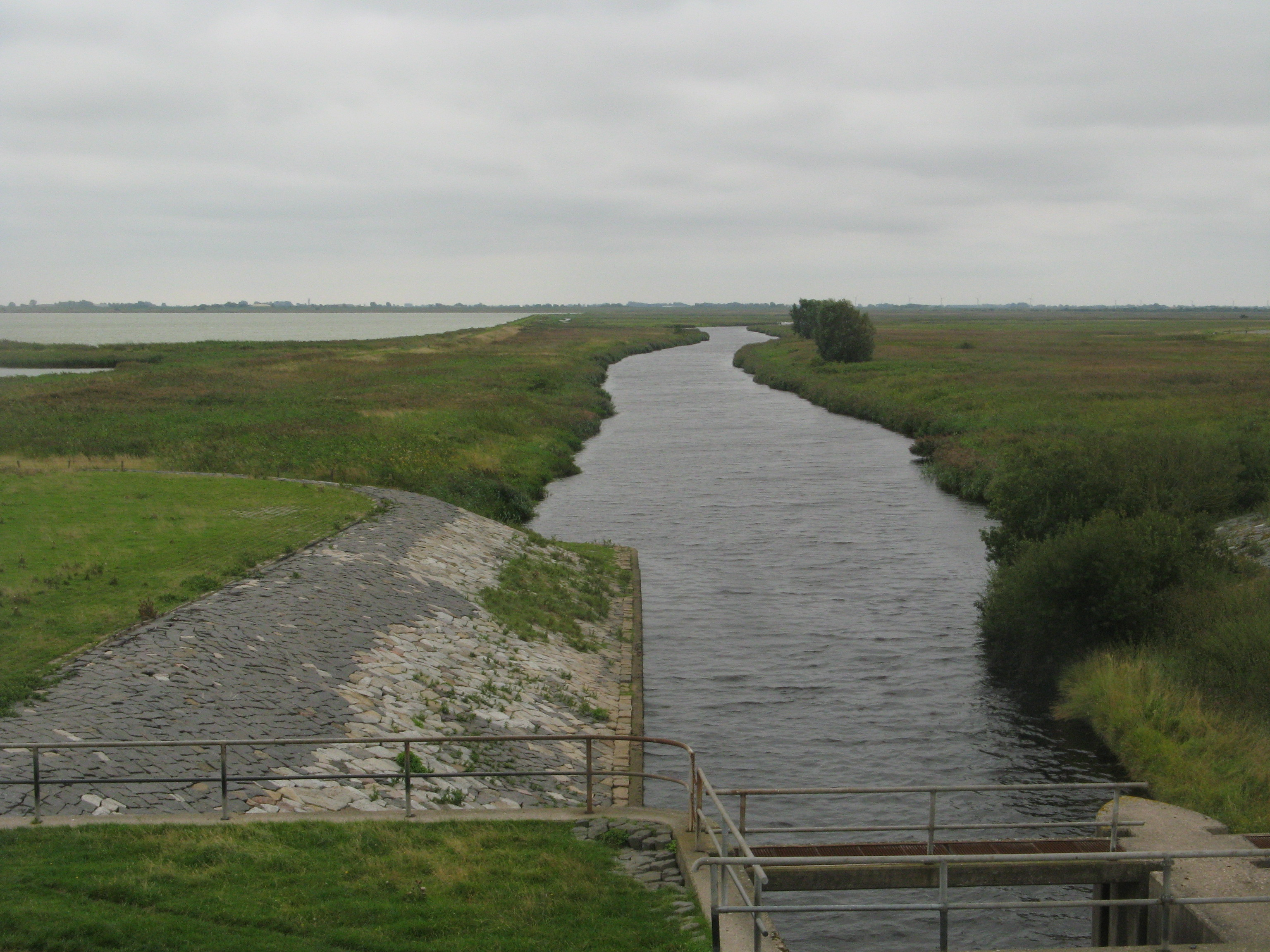
L'Arlau travessa el pòlder de Beltringhard